# Pandémie de Covid-19 au Qatar
La pandémie de Covid-19 au Qatar démarre officiellement le 27 février 2020. À la date du 1er novembre 2022, le bilan est de 684 morts.

## Contexte
Le 12 janvier 2020, l'Organisation mondiale de la santé (OMS) a confirmé qu'un nouveau coronavirus était à l'origine d'une maladie respiratoire chez un groupe de personnes de la ville de Wuhan, dans la province du Hubei, en Chine, qui a été signalée à l'OMS le 31 décembre 2019,. 
Le taux de létalité lié au Covid-19 a été beaucoup plus faible que le SRAS de 2003, mais la transmission a été significativement plus élevée, avec un nombre total de décès important.

## Chronologie

Nombre de cas déclarés (bleu) et décès (rouge) en échelle logarithmique. Les différences quotidiennes sont indiquées en pointillés.

### Février 2020
Le 27 février, le Qatar a annoncé qu'il s'agissait du premier cas confirmé de coronavirus. Le patient était un passager venu d'Iran au Qatar dans un vol Qatar Airways. 

### Mars 2020
Le 9 mars 2020, le Qatar a annoncé la fermeture de toutes les écoles et universités jusqu'à nouvel ordre et a interdit les voyages dans 15 pays : Bangladesh, Chine, Égypte, Inde, Iran, Irak, Italie, Liban, Népal, Pakistan, Philippines, Corée du Sud, Sri Lanka Syrie et Thaïlande[réf. nécessaire].
Le 11 mars 2020, le ministère qatari de la Santé publique (MOPH) a annoncé la confirmation de 238 nouveaux cas de la maladie en une seule journée, portant le total du pays à 262. 
Le 13 mars 2020, le ministère de la Santé publique a annoncé la confirmation de 58 nouveaux cas de la maladie, portant le total à 320. Le même jour, le PDG de Qatar Airways, Akbar Al Baker, a suscité la controverse en affirmant qu'il n'y avait aucune preuve scientifique prouvant que le coronavirus pouvait être transmis pendant la période d'incubation. 
Le 14 mars 2020, au ministère de la Santé publique du MOPH du Qatar, 17 nouveaux cas ont été confirmés par le ministère de la Santé publique. Le Qatar a étendu son interdiction de voyager à trois nouveaux pays : l'Allemagne, l'Espagne et la France. Le 16 mars 2020, le ministère de la Santé publique a annoncé le rétablissement de quatre personnes de la maladie lors d'une conférence de presse. Huit nouveaux cas de coronavirus sont signalés, ce qui porte le total à 460 le 19 mars. Deux des nouveaux cas sont des Qataris qui étaient allés en Europe, tandis que les autres sont des travailleurs migrants. La plupart des cas signalés sont liés à des travailleurs migrants, bien que le gouvernement n'ait pas déclaré de nationalités. Les préparatifs de la Coupe du Monde de la FIFA 2022 se poursuivent comme prévu. 
Dix nouveaux cas de coronavirus ont été signalés le lendemain 20 mars, ce qui porte le total à 470. Le 21 mars, 11 nouveaux cas de coronavirus ont été signalés, ce qui porte le total à 481. Le ministère des Affaires municipales et de l'Environnement a fermé tous les parcs et plages publiques afin de freiner la propagation du coronavirus (Covid19). 
Le ministère de la Santé publique a annoncé 13 nouveaux cas confirmés de Covid-19 ainsi que six autres cas de personnes qui se sont rétablies du virus, ce qui porte le total des cas de guérison à 33 cas le 22 mars. 
Le 23 mars, le ministère de la Santé publique (MoPH) recherche des volontaires pour soutenir la réponse du Qatar à l'épidémie de Covid-19. Un porte-parole du Comité suprême de gestion des crises, SE Lolwah Rashid AlKhater, a déclaré: « Nous recherchons des volontaires pour aider le secteur des soins de santé du Qatar à mesure que le nombre de cas Covid-19 augmente et crée une pression sur les ressources. Nous devons nous unir en tant que communauté et travailler pour soutenir les secteurs public et privé du Qatar en ces temps difficiles. ». Le même jour, le ministère du Commerce et de l'Industrie a annoncé dans une circulaire qu'il avait été décidé de fermer temporairement tous les restaurants, cafés, magasins d'alimentation et food trucks dans les endroits suivants du 23 mars jusqu'à nouvel ordre: clubs sportifs, marina de Lusail, food trucks, la corniche de Doha, la corniche d'Al Khor et le parc Aspire. 
Le ministère de la Santé publique a annoncé aujourd'hui 7 nouveaux cas confirmés et quatre autres personnes ont maintenant récupéré ce jour-là. Les nouveaux cas d'infection sont liés à des voyageurs récemment arrivés dans l'État du Qatar et à des travailleurs expatriés, dont deux cas de citoyens qataris. 
Le 24 mars, le ministère de la Santé du Qatar a annoncé que 25 nouveaux cas de coronavirus avaient été signalés dans le pays. 
Le 25 mars, le ministère de la santé publique a annoncé aujourd'hui l'enregistrement de 11 nouveaux cas confirmés de coronavirus 2019 dans l'État du Qatar. Certains des nouveaux cas d'infection sont liés aux voyageurs qui sont venus récemment dans l'État du Qatar et d'autres appartiennent à des personnes en contact avec des cas infectés, dont 5 cas de citoyens qatariens. Les nouveaux cas infectés sont isolés et reçoivent des soins médicaux. Le ministère de la santé publique continue à effectuer des contrôles pour tous les citoyens voyageant de l'étranger, ainsi que pour tous les contacts des cas infectés. Le nombre total de personnes testées pour la Covid-19 par le ministère de la santé publique a maintenant atteint plus de 12 000. Le ministère de la santé publique demande instamment à tous les organismes et individus de suivre des mesures préventives et d'adhérer aux exigences de l'isolement domestique pour assurer leur sécurité et celle de leur communauté, et de ne pas sortir sauf en cas d'absolue nécessité.
Le 26 mars, le porte-parole du Comité suprême pour la gestion des crises, S.E. Lolwah bint Rashid bin Mohammed Al Khater, a annoncé 12 nouveaux cas de coronavirus au Qatar. Le nombre total de cas de guérison s'élève maintenant à 43, avec deux nouveaux cas. Le porte-parole a déclaré que les nouveaux cas sont totalement isolés. Le nombre total de tests Covid-19 effectués au Qatar s'élève maintenant à 13 681.
Le 27 mars, le ministère de la Santé publique a signalé l'enregistrement de 13 nouveaux cas confirmés de coronavirus 2019 dans l'État du Qatar. Le nombre total s'élève à 562. Certains nouveaux cas concernent des voyageurs venus dans l'État du Qatar et d'autres des contacts. Les nouveaux cas ont été mis en quarantaine et reçoivent les soins médicaux nécessaires. 
Le 28 mars, le Qatar a signalé son premier cas de décès par le nouveau coronavirus, en plus de 28 nouvelles infections, portant le total des cas confirmés à 590, selon le ministère de la Santé publique et deux autres récupérations (guérisons), portant le décompte à 45 patients guéris. Le ministère a révélé qu'il avait testé plus de 16 582 personnes pour Covid-19. 
Le 29 mars, le ministère de la Santé publique ainsi que d'autres nouveaux articles ont déclaré que 44 autres cas avaient été confirmés pour le coronavirus dans l'État du Qatar. Ce qui porte le nombre total de cas à 634. 
Le 30 mars, le ministère de la Santé publique a annoncé l'enregistrement de 59 nouveaux cas confirmés de coronavirus, en plus de 3 autres cas de patients guéris du virus[réf. nécessaire].
Le 31 mars, le ministère de la Santé publique annonce 88 nouveaux cas confirmés de coronavirus et 11 autres patients s'étant rétablis[réf. nécessaire].

### Avril 2020
Le 1er avril, le ministère de la Santé publique a annoncé 54 nouveaux cas confirmés de coronavirus et 9 autres patients s'étant remis du virus, ce qui porte à 71 le nombre total de cas de guérison au Qatar[réf. nécessaire]. 
Le 2 avril, le ministère de la Santé publique a annoncé l'enregistrement de 114 nouveaux cas confirmés de coronavirus et le rétablissement d'un patient en plus de l'annonce d'un troisième décès dû au Covid-19 au Qatar. 
Le 3 avril, le ministère de la Santé publique a annoncé l'enregistrement de 126 nouveaux cas confirmés de coronavirus et le rétablissement de 21 patients au Qatar[réf. nécessaire]. 
Le 4 avril, le ministère de la Santé publique a annoncé l'enregistrement de 250 nouveaux cas confirmés de coronavirus et a déclaré que 16 autres personnes se sont rétablies de Covid-19, ce qui porte à 109 le nombre total de personnes récupérées au Qatar[réf. nécessaire]. 
Le premier décès a été annoncé le 5, avec 279 nouveaux cas confirmés et 14 cas de guérison par le MOPH. Le patient décédé recevait des soins médicaux intensifs depuis le 3 mars[réf. nécessaire].
Le 6 avril, 228 autres cas ont été annoncés ainsi que 8 autres guérisons[réf. nécessaire].
Un résident de 74 ans et un résident de 59 ans - tous deux souffrant de maladies chroniques - sont décédés le 7 avril du Covid-19, portant le nombre de morts à 6. De plus, 225 autres cas ont été annoncés ainsi que 19 patients récupérés. Il y avait maintenant un total de 2 057 cas confirmés et 150 guérisons confirmées. 
Le 8 avril, le MOPH a annoncé que la coopération en matière de soins de santé primaires désignerait deux centres de santé, un à Umm Salal et un à Gharrafat Al Rayyan, pour le dépistage, les tests et la mise en quarantaine des patients atteints de Covid-19. 153 autres personnes ont également été testées positives et 28 autres cas de rétablissement ont été annoncés[réf. nécessaire].
Le 9 avril, le MOPH a annoncé l'enregistrement de 166 nouveaux cas confirmés de Covid-19. 
Le 10 avril, le MOPH a annoncé l'enregistrement de 136 nouveaux cas confirmés de coronavirus. 
Le 11 avril, le MOPH a annoncé l'enregistrement de 216 nouveaux cas confirmés de Covid-19. 
Le 12 avril, le MOPH a signalé 251 nouveaux cas de Covid-19 ainsi qu'un nouveau cas de décès, portant à 7 le nombre total de décès dans le pays. 
Le 13 avril, le MOPH a signalé 252 nouveaux cas confirmés de Covid-19. 
Le 14 avril, le MOPH a signalé 197 nouveaux cas confirmés de coronavirus. 
Le 15 avril, le MOPH a signalé 283 nouveaux cas confirmés de coronavirus. 
Le 16 avril, le MOPH a signalé 392 nouveaux cas confirmés de coronavirus. 
Le 17 avril, le MOPH a signalé 560 nouveaux cas confirmés de coronavirus. 
Le 18 avril, un décès supplémentaire a été signalé ainsi que 345 nouveaux cas confirmés de Covid-19 par le MOPH, portant le nombre total de décès au pays à 8. 
Le 19 avril, le MOPH a signalé 440 nouveaux cas confirmés de coronavirus. 
Le 20 avril, le MOPH a signalé 567 nouveaux cas confirmés de Covid-19 ainsi qu'un décès, ce qui porte à 9 le nombre total de décès dans le pays. 
Le 21 avril, le MOPH a annoncé l'enregistrement de 518 nouveaux cas confirmés de coronavirus. 
Le 22 avril, le MOPH a annoncé l'enregistrement de 608 nouveaux cas confirmés de Covid-19 ainsi qu'un autre décès, portant à 10 le nombre de décès dus au Covid-19 dans le pays. 
Le 23 avril, le MOPH a signalé 623 nouveaux cas confirmés de Covid-19. 
Le 24 avril, le MOPH a notifié 761 nouveaux cas confirmés de Covid-19. 
Le 25 avril, le MOPH a signalé 833 nouveaux cas confirmés de Covid-19. 
Le 26 avril, le Qatar a atteint la barre des 10 000 cas de coronavirus avec 929 nouveaux cas confirmés signalés par le MOPH. 
Le 27 avril, le ministère de la Santé publique a annoncé l'enregistrement de 957 nouveaux cas confirmés de coronavirus et le rétablissement de 54 patients au Qatar. 
Le 28 avril, le MOPH a annoncé l'enregistrement de 677 nouveaux cas confirmés de coronavirus et la récupération de 68 autres patients au Qatar. Le nombre de guérisons du pays s'élève à 1 134. 
Le 29 avril, le MOPH a annoncé l'enregistrement de 643 nouveaux cas confirmés de coronavirus et la récupération de 109 autres patients au Qatar. 
Le 30 avril, le MOPH a annoncé l'enregistrement de 845 nouveaux cas confirmés de coronavirus et la récupération de 129 autres patients au Qatar. 

### Mai 2020
Le 1er mai, le MOPH a annoncé la mort de 2 patients Covid-19 ainsi que l'enregistrement de 687 nouveaux cas confirmés de Covid-19 et le rétablissement de 64 autres patients au Qatar. Le nombre total de décès dans le pays s'élève à 12. 
Le 2 mai, le MOPH a annoncé l'enregistrement de 776 nouveaux cas confirmés de Covid-19 et le rétablissement de 98 autres patients au Qatar. 
Le 3 mai, le MOPH a annoncé l'enregistrement de 679 nouveaux cas confirmés de Covid-19 et la récupération de 130 patients supplémentaires au Qatar. 
Le 4 mai, le MOPH a annoncé l'enregistrement de 640 nouveaux cas confirmés de Covid-19 et le rétablissement de 146 autres patients au Qatar. 
Le 5 mai, le MOPH a annoncé l'enregistrement de 951 nouveaux cas confirmés de Covid-19 et le rétablissement de 114 autres patients au Qatar. 
Le 6 mai, le MOPH a annoncé l'enregistrement de 830 nouveaux cas confirmés de Covid-19 et la récupération de 146 patients supplémentaires au Qatar. Le nombre total de récupérations du pays s'élève à 2 070.

### Juillet 2020
Le 6 juillet, le pays franchit la barre des 100 000 contaminations. Cela correspond à un taux d'infection parmi les plus élevés au monde, avec 3,65 % de la population totale (2,75 millions de personnes).

## Controverse

### Annonce publique de ressortissants ayant violé la quarantaine à domicile
La télévision publique du Qatar a dénoncé et fait honte à 14 ressortissants qui ont violé les restrictions visant à freiner la propagation du coronavirus, ajoutant que neuf des personnes avaient été arrêtées par les autorités. Les 14 individus auraient violé un engagement de mise en quarantaine à domicile qu'ils ont pris après leur retour de l'étranger, a déclaré un présentateur de la télévision publique du Qatar. L'isolement à domicile était une option donnée aux ressortissants qui sont retournés au Qatar après que le pays a signalé un pic dans les cas de Covid-19. 

### Salaires impayés
La pandémie et son impact économique ont laissé de nombreux travailleurs malades, au chômage ou vulnérables face à des employeurs qui ne leur ont pas versé leurs salaires. Des travailleurs immigrés manifestent à Doha le 23 mai 2020 pour dénoncer cette situation.
En outre, les programmes gouvernementaux visant à soutenir financièrement le secteur privé excluent en grande partie les travailleurs étrangers qui représentent pourtant 90 % de la population du Qatar. La subvention des salaires dans le secteur privé est réservée aux seuls nationaux et les réductions forcées de salaires se généralisent, atteignant dans certains cas 80 % du salaire brut.

### Expulsion de travailleurs étrangers
L'ONG Amnesty International dénonce en 2020 l’expulsion illégale des travailleurs étrangers dans la zone industrielle du Doha et demande aux autorités qatariennes d'assurer le droit à la santé de tous les travailleurs migrants.

## Statistiques

Nombre de cas au Qatar depuis le début de l'épidémie.

Nombre de morts au Qatar depuis le début de l'épidémie.